# Église Saint-Jean-Baptiste de Mailly-le-Petit
L'église Saint-Jean-Baptiste est une église située à Mailly-le-Camp, en France.

## Localisation
L'église est située sur la commune de Mailly-le-Camp, dans le département français de l'Aube.

## Historique
L'édifice est classé au titre des monuments historiques en 1919.